# Камінське-Плішкі
Камінське-Плішкі (пол. Kamińskie Pliszki) — село в Польщі, у гміні Посвентне Білостоцького повіту Підляського воєводства.
Населення — 35 осіб (2011).
У 1975-1998 роках село належало до Білостоцького воєводства.

## Демографія
Демографічна структура станом на 31 березня 2011 року:
|          | Загалом | Допрацездатний вік | Працездатний вік | Постпрацездатний вік |
| -------- | ------- | ------------------ | ---------------- | -------------------- |
| Чоловіки | 19      | 1                  | 14               | 4                    |
| Жінки    | 16      | 3                  | 9                | 4                    |
| Разом    | 35      | 4                  | 23               | 8                    |